# Marie Wawa
Marie Wawa est une actrice ni-Vanuatu.

## Biographie
Marie Wawa est originaire du village de Yakel, sur l'île Tanna, dans la province de Taféa au Sud du Vanuatu,,.
Elle fait partie du casting du film Tanna. C'est son premier film et elle n'a aucune expérience en tant qu'actrice ; elle n'a jamais vu un film ou une caméra. Le film raconte une histoire vraie d'amour interdit et est filmé à Yakel. Wawa joue le rôle principal, celui de Wawa, une jeune fille fiancée de force avec un homme d'une autre tribu dans le cadre d'un accord de paix,. Elle tombe amoureuse du petit-fils de son chef de tribu, joué par Mungau Dain (en),. Leurs familles les empêchent de se marier ; le couple fuit et se suicide, comme un vrai couple de Tanna en 1987. Cette histoire a mené à la légalisation du mariage d'amour sur l'île.
En septembre 2015, Wawa se rend à Venise pour la Mostra de Venise 2015, où le film obtient l'Audience Award Pietro Barzisa,. En 2017, à la 89e cérémonie des Oscars, le film est nommé pour l'Oscar du meilleur film international,,.